# Tyler Rake: A kimenekítés
A Tyler Rake: A kimenekítés (eredeti cím: Extraction) 2020-ban bemutatott amerikai akció-thriller, melyet Sam Hargrave rendezett és Joe Russo írt, Ande Parks, Joe Russo, Anthony Russo, Fernando Leon Gonzalez és Eric Skillman Ciudad című képregényük alapján. A főszereplők Chris Hemsworth, Rudhraksh Jaiswal, Randeep Hooda, Golshifteh Farahani, Pankaj Tripathi, Priyanshu Painyuli és David Harbour.
2020. április 24-én mutatta be a Netflix.
Általánosságban vegyes értékeléseket kapott a kritikusoktól, akik dicsérték Hemsworth és Hooda filmbeli teljesítményét, valamint a kaszkadőri munkákat, ám a történetet és a túlzott erőszakot kritizálták. A Metacritic oldalán a film értékelése 56% a 100-ból, ami 121 véleményen alapul. A Rotten Tomatoeson a Tyler Rake: A kimenekítés 62%-os minősítést kapott, 106 értékelés alapján.
A film középpontjában egy Tyler Rake nevű zsoldos küldetése áll, akinek egy indiai drogbáró elrabolt fiát kell megmentenie Dakkában (Banglades) az emberrablók fogságából, és biztonságos helyre szállítania.

## Cselekmény
A feketepiaci zsoldost, Tyler Rake-et zsoldostársa, Nik Khan megbízza azzal, hogy megmentse India egyik legnagyobb drogbárója, az éppen börtönben ülő Ovi Mahajan fiát, ifjabb Ovi Mahajan-t Dakkából (Banglades), mert Banglades egyik legnagyobb drogbárója, a vele konkuráló Amir Asif váltságdíj miatt fogva tartja őt. Ugyanakkor Ovi Mahajan az egyik legjobb emberét is megbízza ugyanezzel a feladattal. Később kiderül, hogy Tyler Rake-et átejtették, és Ovi Mahajan egyáltalán nem akar fizetni a kimentésért.
A két zsoldos jó darabig egymás ellen dolgozik, majdnem meg is ölik egymást, majd valamiféle laza szövetséget kötnek, hogy a fiút kimenekítsék, mert Amir Asif nem csak további embereket és gyilkosságra kész utcagyerekeket enged a nyomukba, hanem a rendőrség és a hadsereg elit egységeit is.

## Szereplők
| Szereplő        | Színész             | Magyar hang            | Leírás                                                                  |
| --------------- | ------------------- | ---------------------- | ----------------------------------------------------------------------- |
| Tyler Rake      | Chris Hemsworth     | Nagy Ervin             | Korábbi SASR operátor, akiből profi zsoldos lett.                       |
| Ovi Mahajan Jr. | Rudhraksh Jaiswal   | Tóth Márk              | Az indiai bűnvezér, Ovi Mahajan Sr. fia.                                |
| Saju            | Randeep Hooda       | Horváth-Töreki Gergely | A volt különleges erők operátora, valamint Ovi Mahajan Sr. megbízottja. |
| Nik Khan        | Golshifteh Farahani | Tornyi Ildikó          | Zsoldos, Rake partnere.                                                 |
| Ovi Mahajan Sr. | Pankaj Tripathi     | N/A                    | Indiai bűnvezér és Ovi apja.                                            |
| Amir Asif       | Priyanshu Painyuli  | N/A                    | Bangladesi bűnvezér, aki elraboltatta Ovi-t.                            |
| Gaspar          | David Harbour       | Debreczeny Csaba       | Tyler csapattársa, aki Dakkában él.                                     |
| Yaz Khan        | Adam Bessa          | Előd Álmos             |                                                                         |
| Ezredes         | Shataf Figar        | N/A                    | A bangladesi elit erők ezredese, aki Amirnak dolgozik.                  |
| Neysa           | Neha Mahajan        | Mentes Júlia           | Saju felesége.                                                          |
| Farhad          | Suraj Rikame        | N/A                    | Fiatal srác, aki Amir embere lesz.                                      |
| Gaetan          | Sam Hargrave        | Varga Rókus            | Tyler társa.                                                            |

## A film készítése
2018. augusztus 31-én bejelentették, hogy Sam Hargrave fogja rendezni a filmet Dakkában, Joe Russo forgatókönyvével. Emellett Chris Hemsworth lett a film főszereplője. 2018 novemberében a szereplők többi tagját is összeállították.
A film készítése 2018 novemberében kezdődött Ahmadábádban és Mumbaiban. A forgatásra a következő helyszíneken került sor; Ban Pong, Ratchaburi, Thaiföld és Dakka (Banglades). A szereplők Nakhon Pathomban maradtak. A forgatás 2019 márciusában ért véget.
 A film címe eredetileg "Out of the Fire" volt, ám a végcímet átírták "Extraction"-ra 2020. február 19-én.

## Folytatás
2020 májusában bejelentették, hogy Joe Russót szerződtették a film folytatásának megírására, melyben Sam Hargrave és Chris Hemsworth is visszatérne. 2020 decemberében a Russo testvérek azt nyilatkozták, hogy a folytatás után egy filmsorozatot szeretnének létrehozni a Kimenekítés világában, hogy ne csak az első filmben bemutatott karaktereket mutassák be, hanem egy filmes univerzumot is létrehozhassanak. 2021 januárjában az a hír járta, hogy a Russo testvérek egy eredettörténeten is dolgoznak Randeep Hooda karaktere, Saju kapcsán.
A forgatás 2021. december 4-én kezdődött Prágában. A folytatás forgatása Sydneyben kezdődött volna 2021 szeptemberében, de a COVID-19 világjárvánnyal kapcsolatos intézkedések miatt a gyártás Prágába költözött.
2021 szeptemberében a Netflix kiadta a Tyler Rake: A kimenekítés 2. kedvcsináló előzetesét, amelyből kiderült, hogy Hemsworth visszatér Tyler Rake szerepében. A film megjelenésének időpontját a Russo testvérek 2021. október 25-én hozták nyilvánosságra: a tervek szerint 2023. április 13-án jelenik meg.